# Польская народная партия (1945—1949)
Польская народная партия, ПНП, также известная как ПНП Миколайчика и Польская крестьянская партия (Polskie Stronnictwo Ludowe (1945–1949), PSL ) — польская политическая партия, основанная 22 августа 1945 года в результате преобразования партии «Рох», действовавшей подпольно во время Второй мировой войны, и крестьянской партии «людовцев».

## История
28 июня 1945 года при участии представителей СССР, США и Великобритании в соответствии с Ялтинскими договоренностями глав этих государств Временное правительство Польской Республики было расширено за счёт деятелей из самой Польши и поляков из-за границы и преобразовано во Временное правительство национального единства (ВПНЕ), в состав которого вошли некоторые бывшие представители «лондонского правительства» Миколайчика включая и самого Миколайчика. 5 июля 1945 года ВПНЕ было признано Великобританией и США . 8 июля 1945 года на конференции в Варшаве было принято решение о раскрытии структур подпольной партии «Рох» („Roch”) (Рох вышла из подполья с момента возвращения Миколайчика в Польшу)  и создан Временный исполнительный комитет ПНП, который 12 июля 1945 года избрал президиум партии. Председателем стал Винценты Витос, а первым вице-председателем — Станислав Миколайчик. На конференции 8 июля была принята фактическая  программа партии, состоящая из 12 пунктов, которая предусматривала, среди прочего, вывод Красной армии из Польши и пересмотр польско-советской границы. В то время уже существовала другая партия под названием Народная партия (т. н. «Люблинская партия») — организация, отколовшаяся от «Рох» и объединявшая членов, сотрудничавших с коммунистами из Польской рабочей партии. Стороны не пришли к соглашению, и 22 августа 1945 года президиум Государственного национального совета одобрил деятельность новой партии под названием «Польская народная партия» (пол. Polskie Stronnictwo Ludowe , PSL), в которую вступило большинство членов расколотой партии «Рох». 31 октября 1945 года умер председатель партии Винценты Витос; его сменил Станислав Миколайчик. Партию поддерживали подпольная антикоммунистическая  организация «Свобода и Независимость» и некоторые другие антикоммунистические подпольные организации.  В ноябре 1945 года в ПНП насчитывалось около 200 000 членов, а в январе 1946 года – 540 тысяч.
На съезде 1945 года в Варшаве Миколайчик осудил междуусобные убийства, совершенные Национальными вооруженными силами, и подверг критике позицию эмигрантов. В 1945–1946 годах партия входила в 
Координационную комиссию демократических партий, созданную в 1944 году по инициативе Польской рабочей партии.
С декабря 1945 года Миколайчик установил прямой контакт с подпольной антикоммунистической организацией «Свобода и Независимость».
На съезде ПНП, состоявшемся в Варшаве 19–21 января 1946 года, были приняты программа и устав партии, а также избраны новые органы власти. Председателем стал Станислав Миколайчик, его заместителями — Юзеф Нечко и Станислав Баньчик (бывший лидер «Люблинской» Народной партии), а Станислав Вуйчик стал секретарем.
До определенного момента в 1946 году Сталин защищал Миколайчика и его партию, отвергая предложения Берута подвергнуть ПНП репрессиям. В мае 1946 года партия насчитывала уже 800 тысяч членов. Вокруг ПНП объединились основные силы, оппозиционные коммунистам, пришедшим к власти после войны. ПНП стала главным объектом нападок коммунистов, поскольку отвергала диктатуру пролетариата и руководящую роль рабочей партии. Программа ПНП основывалась на положениях идеологии аграрного движения и предложении промежуточной формы правления между капитализмом и социализмом. В мае 1946 года политики, выступавшие против Миколайчика, вышли из партии, создав 9 июня 1946 года партию «Новое освобождение». На референдуме 30 июня 1946 года (результаты которого были сфальсифицированы) ПНП, в отличие от коммунистов, проголосовала против ликвидации Сената. Партия, насчитывавшая к тому времени около миллиона членов, надеялась победить на выборах в Законодательный сейм, опираясь на широкую общественную поддержку, а также широкую поддержку в церковных кругах. В ходе предвыборной кампании коммунистическими властями была создана Комиссия государственной безопасности, которая должна была координировать деятельность репрессивного аппарата против активистов ПНП, таких как MBP, LWP, KBW, WOP, UB, MO и ORMO, численность ПНП начала существенно сокращаться. Около 80 000 местных активистов были арестованы и около 200 убиты. Некоторые местные структуры  ПНП были распущены, что лишило партию возможности выдвигать собственных кандидатов в Сейм. В конечном итоге партии удалось зарегистрировать всего 577 кандидатов.
В результате фальсификации выборов ПНП получила в Сейме лишь 28 мест из 444 (в 4,2 тыс. из 5,5 тыс. комиссий не было представителей ПНП, в результате чего были представлены фальшивые протоколы, а избирательные списки ПНП были признаны недействительными). Попытки Николайчика добиться решительного дипломатического вмешательства со стороны США и Великобритании не принесли ожидаемых результатов. Западные державы ограничились единичными дипломатическими нотами. После выборов в партии произошел очередной раскол. Активисты, поддерживавшие соглашение с коммунистами и выступавшие против Миколайчика, после фальсифицированных  выборов создали внутри ПНП прокоммунистическую фракцию,  которая после тайного отъезда Миколайчика за границу (20 октября 1947 г.)   самопровозгласила себя властью в ПНП. Раскольники при поддержке коммунистов и активном участии аппарата Министерства общественной безопасности захватили власть в партии, ее газетах (в том числе « Gazeta Ludowa » и «Chłopski Sztandar»), издательствах и структурах, сведя партию к роли сателлита компартии.  27 ноября 1949 года обновленная ПНП объединилась с коммунистами, создав  — Объединенную народную партию, ставшую сателлитом ПОРП. Пост председателя совета новой партии занял Юзеф Нечко, а председателем партии стал Владислав Ковальский.
Активисты ПНП, не вошедшие в новую партию, прекратили политическую деятельность или оказались в изгнании и продолжили свою деятельность как фракция Национального Единства. Оставшиеся в стране активисты подверглись политическим и полицейским преследованиям со стороны Министерства общественной безопасности. В 1989 году некоторые из бывших активистов ПНП воссоздали партию под названием ПНП (виляновская) и в 1990 году восстановили ПНП.

## Руководство

### Председатели
- Винцентий Витос – с 12 июля 1945 г. по 31 октября 1945 г.
- Станислав Миколайчик – с 31 октября 1945 г. (до 21 января 1946 г. и далее) по 27 октября 1947 г.
- Юзеф Нечко – с 27 октября 1947 г. по 27 ноября 1949 г.

### Вице-президенты
- Станислав Миколайчик – с 12 июля 1945 г. по 31 октября 1945 г.
- Владислав Керник – с 12 июля 1945 г. по 21 января 1946 г.
- Юзеф Нечко – с 12 июля 1945 г. по 2 февраля 1947 г.
- Станислав Баньчик – с 21 января 1946 года по 27 октября 1947 года
- Станислав Климчак – с 2 февраля 1947 года по 27 октября 1947 года
- Чеслав Выцех – с 27 октября 1947 года по 4 октября 1949 года
- Ян Мадейчик – с 27 октября 1947 г. по 27 ноября 1949 г.
- Ян Доманский – с 4 октября 1949 года по 27 ноября 1949 года

## Печатные органы
- Gazeta Ludowa (PSL)[пол.]
- Piast[пол.]
- «Polska Ludowa»